# ستانوویشتی
ستانوویشتی (به چکی: Stanoviště) یک منطقهٔ مسکونی در جمهوری چک است که در ناحیه برنو-تسوونتری واقع شده‌است. ستانوویشتی ۳٫۹۹ کیلومتر مربع مساحت و ۳۴۰ نفر جمعیت دارد و ۵۰۵ متر بالاتر از سطح دریا واقع شده‌است.